# Spencer G. Lucas
Spencer George Lucas (* vor 1976) ist ein amerikanischer Paläontologe und Kurator für Paläontologie am New Mexico Museum of Natural History and Science (NMMNHS).

## Leben und Werk
Lucas studierte an der University of New Mexico mit dem Bachelor-Abschluss 1976 und an der Yale University, an der er 1984 promoviert wurde. Seine Dissertation trug den Titel Systematics, biostratigraphy and evolution of early Cenozoic Coryphodon (Mammalia, Pantodonta). Seine Feldarbeit begann er 1976 im Eozän (San Jose Formation) des San Juan Basin in New Mexico mit Säugerfossilien, was er im folgenden Jahr auf Kreide und Paläozän ausdehnte. Seit 1988 ist er Kurator für Geologie und Paläontologie am New Mexico Museum of Natural History and Science in Albuquerque.
Er befasst sich mit Stratigraphie und Wirbeltier-Paläontologie von Landwirbeltieren des Paläozoikums, Mesozoikums und Känozoikums insbesondere im amerikanischen Südwesten. Er grub auch in Nordmexiko, Costa Rica, Nicaragua, Jamaica, Kasachstan, Georgien und in der Volksrepublik China aus. 
2008 erschien in Nature ein Artikel, der ihm (und seinen Kollegen Adrian Hunt und Justin Spielman vom NMMNHS) wissenschaftliches Fehlverhalten vorwarf (Auswertung von Forschungsergebnissen jüngerer Kollegen vor Veröffentlichung). Es ging dabei um Vorfahren der Dinosaurier aus der Gruppe Aetosauria und einen Benennungsvorschlag für eine Art der Gruppe (Rioarribasuchus), obwohl ein Kollege (William Parker, Petrified Forest National Park) ebenfalls einen Vorschlag einreichen wollte (Lucas bestritt aber davon gewusst zu haben). Ihm wurde auch vorgeworfen Aetosaurier-Fossilien aus dem Paläontologischen Institut der Universität Warschau nach dessen Besuch beschrieben zu haben, obwohl dort Kollegen an einer Veröffentlichung über diese arbeiteten (nach Lucas ein Missverständnis) und ebenso gab es Vorwürfe bezüglich einer Neuinterpretation des Skeletts von Redondasuchus, wo er eine Master-Arbeit (Jeff Martz, Texas Tech) nicht ausreichend zitiert haben sollte. Dabei kam Lucas zugute, das er vor allem in der Hauszeitschrift seines Museums veröffentlicht (New Mexico Museum of Natural History and Science Bulletin) und zeitraubendes Peer-Review so vermied. Lucas ist Herausgeber der Zeitschrift. Er veröffentlichte weit über 500 wissenschaftliche Arbeiten. Die Vorwürfe führten 2007 zu einem offiziellen Beschwerdebrief an die Kultusbehörden in New Mexico und das Ethikkomitee der Society of Vertebrate Paleontology. 
Er veröffentlichte zu Seismosaurus, Pentaceratops, Chasmosaurus, Ankylosaurier und Deinosuchus, über fossile Fährten (Fährtensandstein) und über den Ursprung des Schildkrötenpanzers (Fund von Chinlechelys, siehe Osteoderm).
2007 präsentierte er 300 Millionen Jahre alte Abdrücke von Körpern von Amphibien (ohne Knochenreste), die ein Student zuvor in den Sammlungen eines Museums in Pennsylvania fand.
1973/74 war er Schachmeister von New Mexico. Er ist Mitglied der New Mexico Academy of Sciences.

## Schriften
- Dinosaurs of New Mexico, New Mexico Academy of Science 1993
- Herausgeber: The triassic timescale, London: Geological Society special publication 334, 2010
  - darin von Lucas: Introduction, The triassic chronostratigraphic scale: history and status, Tetrapod footprints - their use in biostratigraphy and biochronology of the Triassic (mit H. Klein), The Triassic timescale based on nonmarine tetrapod biostratigraphy and biochronology
- Herausgeber mit Robert M. Sullivan: Late Cretaceous Vertebrates from the Western Interior (= New Mexico Museum of Natural History and Science. Bulletin. 35). New Mexico Museum of Natural History and Science, Albuquerque NM 2006
- Dinosaurs: the textbook, 5. Auflage, McGraw Hill 2007
- Chinese fossil vertebrates, Columbia University Press 2001
- Herausgeber mit Michael Morales: The nonmarine Triassic : transactions of the international symposium and field trip on the nonmarine Triassic, 17-24 October 1993, Albuquerque, New Mexico
- Herausgeber mit Giuseppe Cassinis, Joerg W. Schneider: Late Paleocene-early Eocene climatic and biotic events in the marine and terrestrial records, London, Geological Society Special Publ. 256, 2006

Einige Aufsätze:
- Artikel Biostratigraphy, Land-Mammal Ages, in: Philip J. Currie, Kevin Padian: Encyclopedia of Dinosaurs 1997
- Beiträge zu Christine M. Janis (Hrsg.), Evolution of tertiary mammals of North America, Band 1, Cambridge University Press 1998 (Taeniodonta (mit Robert Schoch, Thomas E. Williamson), Tillodontia, Pantodontia, Dinocerata (mit Schoch), Archaic ungulates and ungulate-like mammals (mit Janis, Archibald, Cifelli, Schoch, Schaff, Williamson), Eutheria incertae sedis (mit Schoch)).
- mit W. G. Joyce, T. M., Scheyer, A. B. Heckert, A. P. Hunt: A thin-shelled reptile from the Late Triassic of North America and the origin of the turtle shell: Proc. R. Soc. B., Band. 276, 2009, S. 507–513
- Global Jurassic tetrapod biochronology; in: Volumina Jurassica, Band 6, 2009, S. 99–108.
- mit S. C. Renesto, J. A. Spielman: The oldest record of drepanosaurids (Reptilia, Diapsida) from the Late Triassic (Adamanian Placerias Quarry, Arizona, USA) and the stratigraphic range of the Drepanosauridae, N. Jb. Geol. Paläont. Abh., Band 252, 2009, S. 315–325
- mit A. B. Heckert, L. F. Rinehart, A. P. Hunt: A new genus and species of sphenodontian from the Ghost Ranch Coelophysis Quarry (Upper Triassic: Apachean), Rock Point Formation, New Mexico, USA, Palaeontology, Band 51, 2008, S. 827–845
- mit N. J. Minter, A. J. Lerner, S. J. Braddy: Augerinoichnus helicoidalis, a new helical trace fossil from the nonmarine Permian of New Mexico, Journal of Paleontology, Band 82, 2008, S. 1201–1206
- Tetrapod Footprint Biostratigraphy and Biochronology, Ichnos, Band 14, Nr. 1–2, 2007, S. 5–38,
- mit Matt Stimson, Gloria Melanson: The Smallest Known Tetrapod Footprints: Batrachichnus salamandroides from the Carboniferous of Joggins, Nova Scotia, Canada, Ichnos: An International Journal for Plant and Animal Traces, Band 19, 2013, Heft 3, S. 127–140